# Dan Bittman
Dan Bittman (Bukarest, 1962. március 29. –) román énekes, 1984–85-ben az Iris  frontembere, 1985 óta a Holograf énekese.
Szólistaként ő képviselte Romániát az 1994-es Eurovíziós Dalfesztiválon. Ez volt Románia első szereplése a versenyen. Az általa előadott Dincolo de nori című dal 14 pontot szerzett, és a 21. helyet érte el a huszonöt fős mezőnyben.

## Szólóalbumok
- Dincolo de nori (1994)
- Și îngerii au demonii lor (2015)